# 騎兵隊 (お笑いコンビ)
騎兵隊（きへいたい）は、かつて吉本興業に所属していた漫才コンビ。NSC大阪校13期生。1994年結成。2006年解散。

## メンバー
- 柳瀬 暁生（やなせ たかお、1975年6月5日 - 2024年12月27日）
  - 大阪府羽曳野市出身。
  - ボケ担当、立ち位置は向かって左。
  - 解散後は「柳瀬たかお」に改名し、コンビ「ザ・やなせふなおか」を経て、ピン芸人として活動。
  - 血液型はA型。
  - 身長：177cm、体重：95kg。
  - 2024年12月27日に、虚血性心疾患で死去した。49歳没[1]。
- 野呂 祐介（のろ ゆうすけ、1975年5月20日 - ）
  - 大阪府堺市出身。
  - ツッコミ担当、立ち位置は向かって右。
  - 島田紳助の弟子。
  - 血液型はB型。
  - 身長：171cm、体重：78kg。

## 経歴
1994年にNSC大阪校13期生の芸人同士で結成。その後、野呂の師匠であった島田紳助が司会を務めた『クイズ!紳助くん』（朝日放送）の「なにわ突撃隊」のメンバーとして出演した。NHK上方漫才コンテストでは1997年と2000年に決勝進出した。2006年にメンバーの方向性の違いにより解散。

## 受賞歴
- 1996年 第17回今宮子供えびすマンザイ新人コンクール 福笑い大賞

## 出演
- クイズ!紳助くん（朝日放送） ※騎兵隊解散後も、柳瀬のみ出演。
- オールザッツ漫才（毎日放送）
- 爆笑オンエアバトル（NHK総合） 戦績1勝0敗 最高357KB